# Финк, Бернарда
Бернарда Финк (исп. Bernarda Fink; 29 августа 1955, Буэнос-Айрес, Аргентина) — аргентинская оперная певица (меццо-сопрано).

## Биография
Дочь эмигрантов, словенцев из Каринтии (певцами стали также её сестра Вероника и брат Маркос). Закончила Художественный институт при столичном театре Колумба. В 1985, получив премию Новые голоса, переехала в Европу. Выступала на сценах Европы, Латинской Америки, Австралии, Японии с крупнейшими оркестрами. Работала с такими дирижёрами, как Николаус Арнонкур, Марио Видела, Джон Элиот Гардинер, Валерий Гергиев, Колин Дэвис, Мишель Корбоз, Невилл Марринер, Марк Минковски, Рикардо Мути, Кент Нагано, Роджер Норрингтон, Тревор Пиннок, Филипп Херревеге, Кристофер Хогвуд, Рене Якобс, Марис Янсонс.
Помимо оперных партий, выступает как исполнительница lieder.
Живёт в Каринтии с мужем, австрийским дипломатом Валентином Инцко и двумя сыновьями.

## Репертуар
В репертуаре певицы оперы и вокальные сочинения Алессандро Скарлатти, Глюка, Генделя, Баха, Кальдары, Рамо, Хассе, Гайдна, Моцарта, Шумана, Россини, Берлиоза, Вагнера, Дворжака, Верди, Брамса, Малера, Рихарда Штрауса, Фальи, Вольфа, Родриго, Хинастеры, Гуаставино, Пьяццолы и др.

## Признание
Трижды номинировалась на премию Грэмми. Среди её наград — Австрийский почётный знак За науку и искусство (2006) и Серебряный Орден «За заслуги» Республики Словения (2022).